# Лезерешть (Горж)
Лезерешть, Лезерешті (рум. Lăzărești) — село у повіті Горж в Румунії. Адміністративно підпорядковане місту Бумбешть-Жіу.
Село розташоване на відстані 225 км на захід від Бухареста, 15 км на північний схід від Тиргу-Жіу, 95 км на північ від Крайови.

## Населення
За даними перепису населення 2002 року у селі проживали 368 осіб. Усі жителі села рідною мовою назвали румунську.
Національний склад населення села:
| Національність | Кількість осіб | Відсоток |
| -------------- | -------------- | -------- |
| румуни         | 326            | 88,6%    |
| цигани         | 42             | 11,4%    |